# Remember (민해경의 음반)
Remember은 대한민국의 가수 민해경의 1996년 발매한 정규 14집이다. 김태원, 신예찬 등의 작곡가들이 참여한 앨범이다. 활동곡은 긴 하루이다. 민해경이 처음으로 락을 시도했던 음반이지만, 결혼과 동시에 빛을 보지 못한 채 사장되고 말았다.

## 앨범의 특징
- 더하기 빼기는 1992년 신예찬의 첫 번째 독집에 수록되어 있던 어떤 초상을 제목만 바꾸어 리메이크를 하였다.
- 변명은 1983년에 출시한 4집의 동명의 곡과 같은 곡이다.
- 후회하지 않아는 1992년에 출시한 코리아뮤직 옴니버스 I 음반에 먼저 수록되었던 곡을 정규 앨범에 재수록한 것이다.
- 또 다른 내 모습은 전 앨범이었던 Wind of change에 먼저 수록되었다.

## 트랙 리스트
| #   | 제목                       | 작사   | 작곡   | 편곡 | 재생 시간 |
| --- | -------------------------- | ------ | ------ | ---- | --------- |
| 1.  | 〈긴 하루〉                | 신예찬 | 신예찬 | 4:22 |           |
| 2.  | 〈더하기 빼기〉            | 김태원 | 김태원 | 4:20 |           |
| 3.  | 〈고호와 나〉              | 김정욱 | 김정욱 | 3:56 |           |
| 4.  | 〈어느 소녀의 사랑이야기〉 | 박건호 | 이범희 | 3:18 |           |
| 5.  | 〈시작이란 모습으로〉      | 김태원 | 김태원 | 5:05 |           |
| 6.  | 〈추억보다 짙은 너〉       | 김태원 | 김태원 | 3:57 |           |
| 7.  | 〈변명〉                   | 박건호 | 김재일 | 4:09 |           |
| 8.  | 〈또 다른 내 모습〉        | 한창훈 | 한창훈 | 4:10 |           |
| 9.  | 〈후회하지 않아〉          | 손진태 | 손진태 | 3:52 |           |
| 10. | 〈꽃을 그린 너〉           | 김태원 | 김태원 | 5:00 |           |

## 같이 보기
- 민해경 디스코그래피